# 9.0 American Tour
9.0 American Tour es el nombre que lleva la quinta gira musical de la cantante mexicana Fey y la primera gira de Grandes Éxitos que realiza. Fey aseguró a principios de 2016 que durante el próximo par de años no solo lanzaría de forma digital varios sencillos nuevos sino que también recorrerá con su gira 9.0 las principales plazas de México, Estados Unidos, Centroamérica y Sudamérica para reconectarse con su público. En San Diego retomó la gira por lo cual en el 2016 fue cancelada por problemas y Fey   retomó a su gira

## Producción
La producción de este show ha sido de lo más elaborada en México, el escenario consiste en 5 pantallas led, una escalera a doble lado, 4 plataformas luminosas para los músicos y una consola led central que se abre a manera de puerta en la parte inferior y funciona como elevador rotatorio en la parte superior, lugar donde la cantante hace su entrada.
EL equipo de músicos y bailarines son otro gran distintivo del show pues consta de 2 bateristas, 2 guitarras eléctricas, guitarra acústica, bajista, 2 coristas, saxofón, teclados y 10 bailarines. Además Fey es acompañada por DJ PELOS para el segmento electrónico.
El show cuenta con más de 10 cambios de vestuario.

## Canciones
El repertorio del show incluye canciones de todos sus trabajos discográficos a la fecha, incluido su más reciente hit con Lenny de la Rosa No Me Acostumbro.

## Repertorio
Video Introductorio
1. La Noche Se Mueve
2. Frío
3. Adicto A Mi Cuerpo
4. Provócame
5. Barco A Venus
6. La Fuerza del Destino
7. Me Enamoro de Ti

Bloque Acústico
1. Gatos En El Balcón
2. Mujer Contra Mujer
3. Subidón
4. La Soledad Me Matará
5. Desmargaritando el Corazón
6. Como Pan y Chocolate
7. Las Lágrimas de Mi Almohada
8. Ni Tú Ni Nadie
9. Canela 
  1. No Me Acostumbro - Auditorio Nacional de 8 junio, contó con la participación de Lenny de la Rosa.

El Color de los Sueños
1. Él
2. Díselo Con Flores
3. Vuelve

ElectroShow (feat. DJ Pelos)
1. Popocatépetl
2. Lentamente
3. Sé Lo Que Vendrá
4. Y Aquí Estoy
5. Cielo Líquido
6. Bajo El Arcoíris
7. Fiebre del sábado

Despedida
1. Azúcar Amargo (Balada)

Cierre
1. Media Naranja
2. Te Pertenezco
3. Azúcar Amargo
4. Muévelo

## Fechas de 9.0 American Tour
| Norte América        |                  |                |                    |
| 8 de junio de 2016   | Ciudad de México | México         | Auditorio Nacional |
| 8 de octubre de 2016 | Puebla           | México         | Cholula Center     |
| 4 de octubre de 2017 | San Diego        | Estados Unidos | Sycuan Casino      |
| 9 de octubre de 2017 | Pachuca          | México         | Recinto Ferial     |

- Datos: Q25409832